# Кузьмінський Володимир Олександрович
Володимир Олександрович Кузьмінський (народився 15 квітня 1972 року в селі Токарівка Жмеринського району Вінницької області) — український проєктний менеджер вищої ланки, науковець і експерт у галузі соціальної політики, розвитку соціальних послуг та забезпечення прав дитини, громадський діяч, журналіст. Автор книг і посібників, кандидат економічних наук.

## Життєпис
Народився в сім'ї робітників. Батько — Кузьмінський Олександр Лук'янович народився 03 березня 1939 року в селі Токарівка Жмеринського району Вінницької області — столяр, будівельник. Працював у Чернятинському радгоспі-технікумі. Помер 27 січня 2020 року. Мати — Кузьмінська Галина Іванівна народилася 14 березня 1942 року у тому ж селі. Працювала у Чернятинському радгоспі-технікумі. Померла 15 квітня 2023 року.
У 1989 закінчив Чернятинську середню школу Жмеринського району Вінницької області з золотою медаллю.
З 1990 по 1992 проходив військову службу в 336 гвардійському з'єднанні морської піхоти в м. Балтійськ Калінінградської області. Службу закінчив у званні старший сержант.
З 1992 по 1993 навчався на підготовчому відділенні Київського національного університету імені Тараса Шевченка. В 1993 вступив на геологічний факультет цього університету, а з 1995 паралельно навчався на економічному факультету університету. Пройшов підготовку в Військовому інституті університету, атестований на звання лейтенанта.
У червні 1998 закінчив економічний факультет Київського національного університету імені Тараса Шевченка за спеціальністю «Менеджмент у виробничій сфері» й здобув кваліфікацію бакалавра з менеджменту (диплом з відзнакою), а також геологічний факультет за спеціальністю «Гідрогеологія та інженерна геологія» (диплом з відзнакою). Зарахований в магістратуру економічного факультету, яку закінчив (диплом з відзнакою) у червні 1999 року за спеціальністю «Менеджмент організацій» та здобув кваліфікацію магістра з менеджменту.
З жовтня 1999 по листопад 2002 навчався в аспірантурі Київського національного університету імені Тараса Шевченка на кафедрі менеджменту інноваційної та інвестиційної діяльності. У 2005 році захистив кандидатську дисертацію з присудженням наукового ступеня кандидата економічних наук зі спеціальності «Організація управління, планування та регулювання економікою».
Після навчання в університеті працював на підприємстві з іноземними інвестиціями «Імперія — 97». З 2000 року по 2010 рік працював у Представництві благодійної організації «Кожній дитині» в Україні (EveryChild, UK). Роботу у Представництві розпочав на посаді помічника менеджера проєктів. У 2001 став менеджером проєктів, а у січні 2002 року призначений директором Представництва. У 2010 році провів локалізацію Представництва і створення на його базі Міжнародної благодійної організації "Партнерство «Кожній дитині».
У 2010 році затверджений Представництвом Європейського Союзу як керівник проєкту ЄС «Технічна допомога програмі підтримки секторальної політики в галузі соціального захисту — Компонент з надання послуг Таджикистану». Проєкт впроваджувався консорціумом, який очолювала консалтингова компанія — «Оксфорд полісі менеджмент» (Oxford Pocily Management). Основна мета даного проєкту полягала у наданні підтримки Міністерству праці та соціального захисту населення Республіки Таджикистан у розвитку та вдосконаленні системи надання соціальних послуг в Таджикистані. Проєкт завершив свою діяльність у квітні 2013 року й визнаним найуспішнішим проєктом ЄС в Таджикистані.
З січня 2014 по травень 2019 року працює штатним працівником консалтингової компанії «Оксфорд полісі менеджмент» на посаді консультанта, а згодом — старшого консульта компанії з питань соціального захисту і розвитку соціальних послуг. За час роботи у штаті ОПМ реалізував три поспіль проєкти ЄС у Киргизькій Республіці, два з яких на посаді керівника проєкту:
- Січень 2014 — грудень 2015 року — ключовий експерт проєкту ЄС «Технічна допомога Програмі підтримки секторальної політики — Соціальний захист та управління державними фінансами»;
- Лютий-грудень 2016 року — керівник проєкту «Контракт на реформування сектора соціального захисту, Киргизстан»;
- Січень 2017 — березень 2020 року — керівник проєкту «Технічна підтримка реалізації контракту з реформування сектора соціального захисту, Киргизстан» .

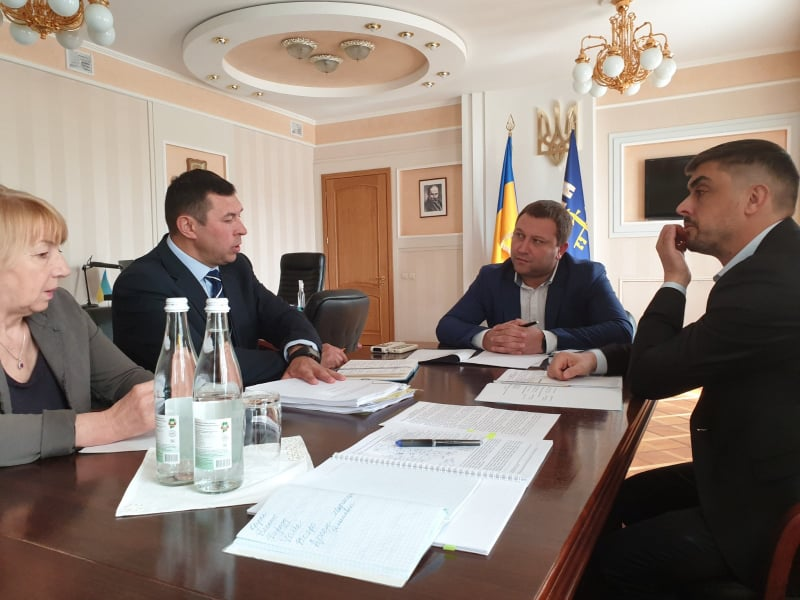
Керівник проекту «Реформування закладів інституційного догляду та виховання дітей у Тернопільській області» Володимир Кузьмінський під час зустрічі з головою обласної державної адміністрації Володимиром Трушем. Травень 2020.

Працював як консультант для регіональних та національних урядів Киргизстану (2007, 2013—2020), Казахстану (2016), Молдови (2014—2015), Зімбабве (2013—2014), Вірменії (2013), Таджикистану (2009, 2010—2013), Узбекистану (2008—2009), Гаяни (2009), Росії (2009—2010), України (2000—2010, з 2019). Основні реалізовані проєкти:
- Низка проєктів Програми підтримки секторальної політики у галузі соціального захисту і управління державними фінансами — Киргизстан (2013—2020, ключовий експерт з соціального захисту та керівник проєкту);
- Підтримка впровадження системи моніторингу та оцінки діяльності інтегрованих соціальних служб у Вірменії (2013, старший консультант з соціального захисту та керівник проєкту);
- Проєкт ЄС «Технічна допомога програмі підтримки секторальної політики в галузі соціального захисту — Компонент з надання послуг Таджикистану» (2010—2013, керівник проєкту);
- Попередження вилучення дітей із сімейного середовища шляхом впровадження механізму гейткіпінгу в Україні (Україна, 2009—2010, керівник проєкту);
- Підтримка розвитку пілотних служб підтримки сім'ї на рівні громади та національної стратегії деінституціоналізації (Узбекистан, 2008—2009, керівник проєкту)[5][6];
- Попередження розміщення дітей раннього віку в інтернатні заклади (Україна, 2007—2010, директор проєкту);
- Проєкт ЄС «Розвиток інтегрованих соціальних служб для вразливих сімей і дітей» (Україна, 2005—2007, заступник директора проєкту);
- Створення спеціалізованих соціальних служб супроводу сімейних форм опіки (Україна, 2002—2010, директор).

З червня 2019 — асоційований старший консультант «Оксфорд полісі менеджмент». З січня 2019 року — керівник проєкту щодо надання консультаційних послуг «Розробка та впровадження регіонального плану стосовно збільшення обсягів надання послуг з догляду на сімейній основі (реформування закладів інституційного догляду та виховання дітей у Тернопільській області)» Міністерства соціальної політики України в рамках проєкту «Модернізація системи соціальної підтримки населення України», що здійснюється за фінансової підтримки Світового банку. За період з 1 січня 2019 року по 1 липня 2020 року завдяки проєкту в Тернопільській області кількість дітей в інтернатних закладах зменшилася на 35,5 %, тобто з 1407 до 908 дітей, які цілодобово там перебувають.
Рідна мова — українська. Вільно володіє англійською і російською мовами. Італійська на розмовному рівні.

## Громадська діяльність
Брав участь у становленні органів студентського самоврядування в Київському університеті імені Тараса Шевченка. В 1997 році був обраний заступником Голови Студентського Парламенту Київського національного університету імені Тараса Шевченка з природничих факультетів. В лютому 1998 став депутатом Молодіжного парламенту України та був обраний Міністром фінансів Молодіжного уряду.
У 1998 ініціював з боку Студентського Парламенту створення інформаційного мобільного центру з прав дитини (Ukrainian Children's Rights Mobile Project) за сприяння дитячого фонду ООН ЮНІСЕФ та Уряду Великої Британії.
З 2004 року — член Міжнародної організації з прийомної опіки International Foster Care Organization (IFCO), Велика Британія. У 2011—2017 роках член правління IFCO, 2011—2015 роки — Президент IFCO.
З 2006 року до нині член Мережі задля кращої опіки (Better Care Network), глобальної мережі, яку підтримує ЮНІСЕФ, член консультативної групи.
У 2010 локалізував в Україні Представництво благодійної організації «Кожній дитині» (EveryChild, UK) і створив на його базі Міжнародну благодійну організацію "Партнерство «Кожній дитині».

## Журналістика
Головний редактор інформаційного журналу «Права дітей» (з часу його заснування у 2004. Реєстраційне свідоцтво КВ No9465 від 28.12.2004).

## Науково-педагогічна діяльність
- З 2008 до 2009 — заступник директора з досліджень та міжнародних зв'язків Інституту соціальної роботи та управління Національного педагогічного університету ім. М. Драгоманова.
- З 2008 до 2011 — університетський інститут Курта Боша (Institute Universitaire Kurt Bosch (IUKB), Сіон, Швейцарія, Лектор магістерської програми з прав дитини.
- З 2008 до 2017 — доцент кафедри соціальної політики Інституту соціальної роботи та управління Національного педагогічного університету ім. М.Драгоманова (неповна зайнятість).
- З 2017 до нині — запрошений лектор університету Бонн-Рейн-Зіг (Bonn-Rhein-Sieg[14]), Бонн, Німеччина.

## Відзнаки
- Медаль «Хрест Свободи» Православної церкви України (2023)[15]

## Публікації
Є автором книжок, наукових і практичних статей в Україні і за кордоном, переважно з питань соціальної роботи та захисту прав дітей:
1. Социальная работа с семьями и детьми: ответы на актуальные вопросы пособие / авт.-сост.: Ж. В. Петрочко, В. А. Кузьминский, З. П. Кияница. — Бишкек: Мультипринт, 2020. — 268 с.
2. Кейс-менеджмент: технология индивидуального сопровождения пользователя социальных услуг. Методическое пособие / Авт.- состав.: Зверева И. Д., Кияница З. П., Кузьминский В. А., Лукашов С. С. и др. — Душанбе: ООО «Контраст», 2013. — 90 с.
3. Енциклопедія для фахівців соціальної сфери / Авторський склад: Алексєєнко Т. Ф., Бех І. Д., Кузьмінський В. О. та ін./ За заг. ред. проф. І. Д. Звєрєвої. — Київ, Сімферополь: Універсум, 2012, — 536 с. (рекомендовано Міністерством освіти і науки України)
4. Краткий таджикско-русский энциклопедический словарь по социальной работе / Бахромбеков В. А., Безпалько О. В., Кузьминский В. А., Шоисматуллоев Ш. Ш. и др./Под общей ред. проф. Зверевой И. Д. — 2-е дополн. изд. — Душанбе: ООО «Контраст», 2013. — 568 с.
5. Звєрєва І. Д., Кияниця З. П., Кузьмінський В. О., Петрочко Ж. В. Оцінка потреб дитини та її сім'ї: від теорії до практики: Навч. посіб. у 2-х част. — К.: Задруга, 2011. — Част. I. — 224 c. (рекомендовано Міністерством освіти і науки України).
6. Звєрєва І. Д., Кияниця З. П., Кузьмінський В. О., Петрочко Ж. В. Оцінка потреб дитини та її сім'ї: від теорії до практики: Навч. посіб. у 2-х част. — К.: Задруга, 2011. — Част. II. — 286 c. (рекомендовано Міністерством освіти і науки України).
7. Сімейно орієнтована соціальна робота: практичні аспекти. Конспект лекцій / За заг. ред. В. О. Кузьмінського, С. С. Лукашова — К.: Молодь, 2010. — 128 с.
8. Інтегровані соціальні служби: теорія, практика, інновації: навч.-метод. комплекс / Авт.-упоряд.: О. В. Безпалько, І. Д. Звєрєва, В. О. Кузьмінський та ін. / За заг. ред. І. Д. Звєрєвої, Ж. В. Петрочко. — К.: Фенікс, 2007. — 528 с. (рекомендовано Міністерством освіти і науки України).
9. Кузьмінський В. О. Управління неприбутковою організацією. — К.: Логос, 2006. — 170 с.
10. Соціальний супровід сімей, які опинилися в складних життєвих обставинах: Методичний посібник / Авт.-упоряд.: І. Д. Звєрєва, В. О. Кузьмінський та ін. — К.: Держсоцслужба, 2006. — 104 с.
11. Кузьмінський В. О. Представлення і відстоювання інтересів, механізм побудови громадянського суспільства. — Матеріали міжнародної науково-практичної конференції «Соціально-правовий захист дітей, позбавлених батьківської опіки»// Зб. «Науковий вісник» УжНУ. Серія «Педагогіка. Соціальна робота». — № 9. — Ужгород: УжНУ, 2005 — С. 52–55.
12. Прийомна сім'я: методика створення і соціального супроводу: Науково-методичний посібник/ Г. М. Бевз, В. О. Кузьмінський, О. І. Нескучаєва та ін. — К.: Центр стратегічної підтримки, 2003. — 92 с.
13. Соціальні служби — родині: розвиток нових підходів в Україні / Авт.-упоряд.: С. Б. Бондар, І. М. Грига, В. О. Кузьмінський та ін./ За ред. І. М. Григи, Т. В. Семигіної. — К.:, 2003. — 127 с.
14. Кузьмінський В. О. Формування інвестиційних ресурсів фінансово-промислових груп на засадах фінансового лізингу // Банківська справа. — 2003. — № 3(51). — С. 72 — 77.
15. Кузьмінський В. О. Інноваційно-інвестиційний потенціал фінансово-промислових груп // Фінанси України. — 2003. — № 6. — С. 114—123.
16. Стеченко Д. М., Кузьмінський В. О. Фінансово-промислові групи в умовах трансформації економіки // Вісник Київського національного університету імені Тараса Шевченка. Серія «Економіка». Вип. 66–67. — 2003. — С. 25 — 27.
17. Стеченко Д. М., Кузьмінський В. О. Організація взаємодії структурних елементів фінансово-промислової групи у здійсненні інноваційної діяльності // Вісник Хмельницького інституту регіонального управління та права. — 2003. — № 1(5). — С. 228—234.
18. Кузьмінський В. О. Теоретичні основи інтеграції капіталів // Фінанси України. — 2003. — № 2. — С. 124—132.
19. Кузьмінський В. О. Науково-методичні засади оцінки діяльності інтегрованих корпоративних структур // Фінанси України. — 2002. — № 10. — С. 120—130.
20. Кузьмінський В. О. Фінансово-промислові групи та їх роль у розвитку інноваційної діяльності // Вісник Київського національного університету імені Тараса Шевченка. Серія «Економіка». Вип. 55-57. — 2002. — С. 17 — 20.
21. Кузьмінський В. О., Кузьмінська О. О. Роль фінансових інститутів у формуванні інтегрованих корпоративних структур // Теорії мікро-макроекономіки. Зб-ник праць проф.-викл. складу і асп. Вип. 4. — К.: АМУ. — 2000. — С. 86 — 89.
22. Кузьмінський В. О. Інноваційно-інвестиційний потенціал інтегрованих корпоративних структур. — К.: Центр стратегічної підтримки, 2003 — 76 с.
23. Кузьмінський В. О. Особливості формування інноваційної інфраструктури фінансово-промислових груп // Управління організацією: регіональні аспекти. Матеріали X міжнародної наук.-практ. конф. — К.: Політехніка. — 2002. — С. 166—167.
24. Кузьмінський В. О. Особливості управління фінансово-промисловими групами // Менеджмент та маркетинг: досягнення і перспективи. Матеріали IX Всеукр. наук.-практ. конф. — К.: Політехніка. — 2002. — С. 138.
25. Кузьмінський В. О. Актуальні аспекти формування корпоративної структури економіки // Зб-ник матер. першої міжнародної наук.-практ. конф. «Сучасні проблеми управління». — К.: Політехніка. — 2001. — С. 55 — 56.
26. Стеченко Д. М., Кузьмінський В. О., Ступак О. П. Розвиток корпоративних структур в економіці України: аспекти управління та регулювання // Теорія і практика управління організацією з погляду тисячоліть. Матеріали VIII міжнародної наук.-практ. конф. — К.: Політехніка. — 2001. — С. 225.